# Isaac Boisson

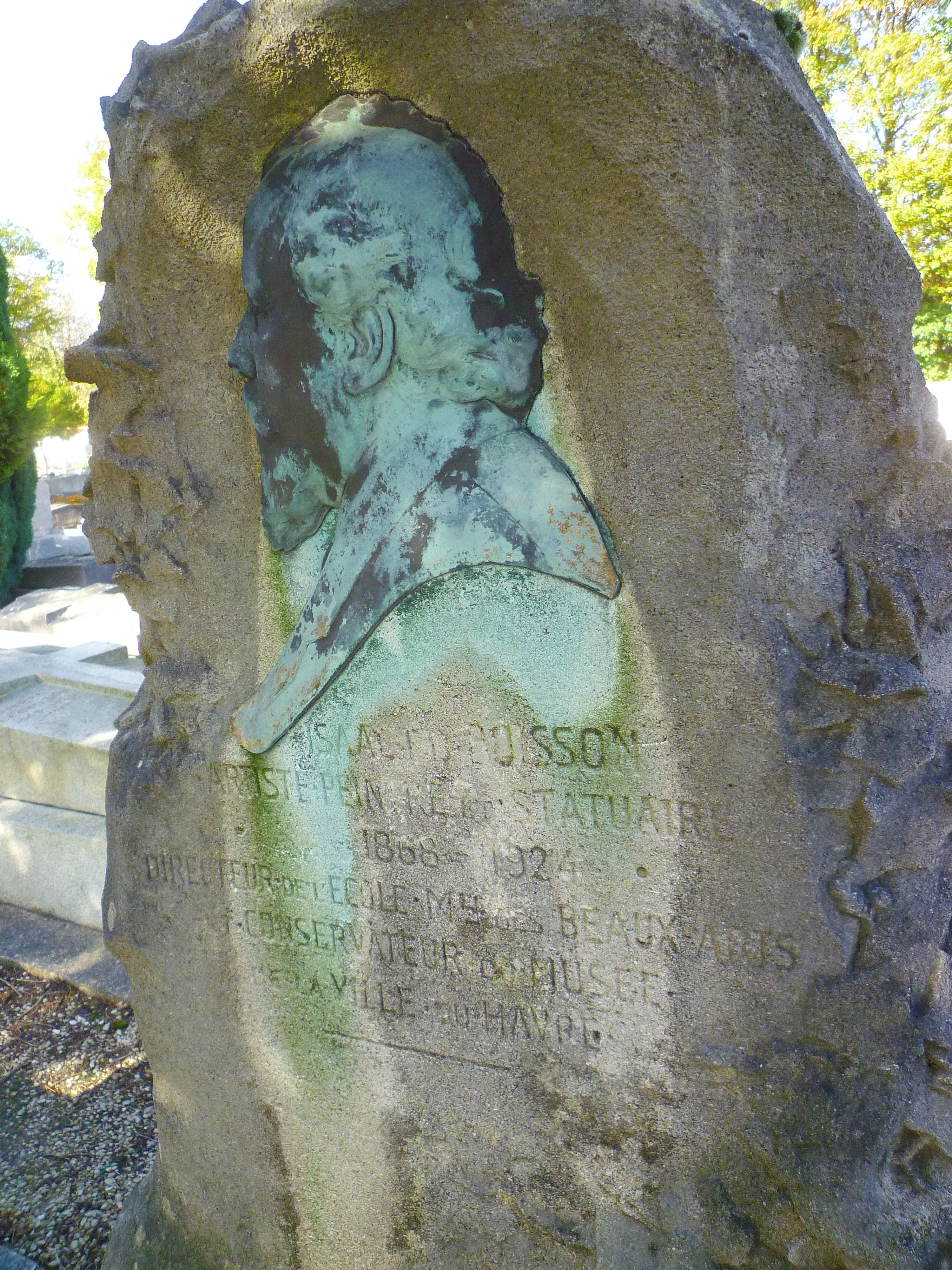
Tombe d'Isaac Boisson au cimetière de Sèvres.

Isaac Boisson, né le 25 mai 1868 à Valence et mort le 1er décembre 1924 au Havre, est un peintre et statuaire français.

## Biographie
Isaac Edmond Boisson est le fils de Isaac Boisson, négociant, et de Nancie Vigier.
Élève d'Alexandre Cabanel, Jules-Élie Delaunay et Gustave Moreau, il obtient en 1893 le prix Jauvin-d'Attainville
, expose au Salon à partir de 1894 et obtient en 1896, le prix de Caylus
.
Il concourt pour le prix de Rome de 1897 et 1898.
D'abord professeur à l'École des beaux-arts, il épouse, en avril 1912, Adèle Léonie Chamonny. Le couple réside rue des casernes, au Havre.
Il obtient le poste de conservateur du musée des Beaux-Arts du Havre.
En 1921, il est promu officier de l'Instruction publique.
Il meurt à l'âge de 56 ans. Il est inhumé au cimetière de Sèvres.